# نشان سلیمان
نشان سلیمان (انگلیسی: Order of Solomon) نشان امپراتوری اتیوپی است که در سال ۱۸۷۴ بنیانگذاری شده‌است.